# Smokulja
Smokulja (znanstveno ime Coronella austriaca) je človeku povsem nenevarna predstavnica gožev. Na glavi ima progo, ki se vleče od nosnice preko očesa do vratu. (Sorodnici zahodni smokulji se senčna proga začne šele očesu.) Po hrbtu ima dve vrsti peg. Samec ima rdečkastorjav hrbet in rumenorjavo spodnjo stran telesa. Samica je po hrbtu sivorjava in temno pegasta, po spodnji strani pa siva. Smokulja lahko meri do 75 cm. 
Živi v srednji, južni in vzhodni Evropi. Zadržuje se na suhih kamnitih področjih z gozdovi, goljavami, grušči in vinogradi. Je počasna in v nevarnosti takoj ugrizne, pri tem iz analnih žlez izloča smrdljiv izloček. Dobro pleza in v nevarnosti lahko tudi plava. Hrani se z manjšimi kuščaricami, slepci, tudi mišmi in drugimi manjšimi glodalci. Preden žrtev požre se okrog nje ovije. Pari se aprila. Avgusta ali septembra povrže 3-15 mladičev. Njena bližnja sorodnica je zahodna smokulja. 
Ljudje smokuljo pogosto zamenjujejo z gadom, od katerega se med drugim razlikuje tudi po gladkih hrbtnih luskah in okrogli zenici. Iz strahu in zaradi nepoznavanja jo ljudje večkrat neupravičeno pobijejo, čeprav je človeku nenevarna kača.